# مارجوري كوالسكي كول
مارجوري كوالسكي كول (بالإنجليزية: Marjorie Kowalski Cole)‏ (20 يوليو 1953 - 4 ديسمبر 2009)؛ شاعرة، كاتِبة وروائية أمريكية. درست في جامعة واشنطن.